# Ampfing
Ampfing è un comune tedesco di 6 147 abitanti, situato nel land della Baviera.